# Jinxiuchuan
Jinxiuchuan (kinesiska: 锦绣川乡, 锦绣川) är en socken i Kina. Den ligger i provinsen Shandong, i den östra delen av landet, omkring 20 kilometer sydost om provinshuvudstaden Jinan.
Genomsnittlig årsnederbörd är 845 millimeter. Den regnigaste månaden är juli, med i genomsnitt 304 mm nederbörd, och den torraste är januari, med 8 mm nederbörd.